# Октябрьский (Усть-Таркский район)
Октя́брьский — посёлок в Усть-Таркском районе Новосибирской области. Административный центр Дубровинского сельсовета.

## География
Площадь посёлка — 71 гектар.

## Население
| 2002 | 2007 | 2010 |
| ---- | ---- | ---- |
| 697  | ↗772 | ↘739 |

## Инфраструктура
В посёлке по данным на 2007 год функционируют 1 учреждение здравоохранения и 2 учреждения образования.